# Tyska Zima Poetycka
Tyska Zima Poetycka – konkurs literacki o zasięgu ogólnopolskim na tom wierszy dla autorów po debiucie książkowym.
Organizatorem wydarzenia jest Teatr Mały w Tychach. Wydane drukiem książki poetyckie laureatów tworzą serię „Biblioteka Tyskiej Zimy Poetyckiej”. Pierwsza edycja konkursu miała miejsce w 2000 roku. Konkurs objęły współpracą patronacką Zeszyty Poetyckie.

## Laureaci
- Cezary Domarus Mózg story (2001)[2]
- Adam Pluszka Zwroty (2002)[2]
- M.K.E. Baczewski Antologia wierszy nieśmiałych (2003)[2]
- Robert Król Lida (2004)[2]
- Jacek Dehnel Wyprawa na południe (2005)[2]
- Anna A. Tomaszewska lokomotywy, wagony, sukienki (2006)[2]
- Piotr Kuśmirek Zimne zabawki (2007)[2]
- Wioletta Grzegorzewska Orinoko (2008)[2]
- Krzysztof Bieleń Wiciokrzew przewiercień (2009)[2]
- Tomasz Dalasiński Zeitmusik (2010)[2]
- Elżbieta Lipińska Rejestry (2011)[2]
- Wojciech Roszkowski Dworzec św. Łazarza (2012)[2]
- Rafał Baron Film (2013)[2]
- Magdalena Gałkowska Fantom (2014)[3]
- Bartosz Konstrat Własny holokaust (2015)[4]
- Jacek Mączka Brudy prać (2016)[5]

## Jurorzy
- 2001 – Karol Maliszewski, Tadeusz Pióro, Andrzej Sosnowski[2]
- 2002 – Zdzisław Jaskuła, Darek Foks, Adam Wiedemann[2]
- 2003 – Mariusz Grzebalski, Zdzisław Jaskuła, Bohdan Zadura[2]
- 2004 – Bogusław Kierc, Bronisław Maj, Maciej Melecki[2]
- 2005 – Jacek Gutorow, Andrzej Niewiadomski, Tadeusz Sławek[2]
- 2006 – Roman Honet, Marian Kisiel, Marcin Sendecki[2]
- 2007 – Ryszard Krynicki, Jarosław Klejnocki, Karol Maliszewski[2]
- 2008 – Piotr Sommer, Wojciech Bonowicz, Jerzy Jarniewicz[2]
- 2009 – Jacek Gutorow, Józef Kurylak, Adam Wiedemann[2]
- 2010 – Marcin Baran, Anna Piwkowska, Jacek Podsiadło[2]
- 2011 – Zdzisław Jaskuła, Krzysztof Siwczyk, Bohdan Zadura[2]
- 2012 – Stanisław Bereś, Jacek Dehnel, Piotr Śliwiński[2]
- 2013 – Krzysztof Karasek, Maciej Melecki, Andrzej Niewiadomski[2]
- 2014 – Agnieszka Wolny-Hamkało, Zdzisław Jaskuła, Radosław Kobierski[6]
- 2015 – Marta Podgórnik, Michał Sobol, Adam Wiedemann[4]
- 2016 – Jacek Gutorow, Karol Maliszewski, Tadeusz Sławek[5]